# Webbela labralis
Webbela labralis är en skalbaggsart som beskrevs av Blackburn 1908. Webbela labralis ingår i släktet Webbela och familjen Melolonthidae. Inga underarter finns listade i Catalogue of Life.